# Senna pistaciifolia
Senna pistaciifolia là một loài thực vật có hoa trong họ Đậu. Loài này được (Kunth) H.S.Irwin & Barneby miêu tả khoa học đầu tiên.